# Scolopendra gigantea
Scolopendra gigantea is een tijgerduizendpoot uit Zuid-Amerika. De soort jaagt onder andere op grote geleedpotigen, amfibieën, reptielen en kleine zoogdieren. Het is voor zover bekend de grootste niet uitgestorven duizendpoot ter wereld.

## Kenmerken
Scolopendra gigantea heeft een afgeplat lichaam en kan een maximale lengte bereiken van 35 centimeter. Hij heeft 21 of 23 duidelijk te onderscheiden roodbruine segmenten. In tegenstelling tot veel andere duizendpoten heeft Scolopendra gigantea geen wasachtige laag op zijn lijf. Het 4e, 6e, 8e, 11e, 13e, 15e, 17e, 19e en 21e segment bevatten stigmata. Door dit grote aantal ademopeningen kan de duizendpoot snel uitdrogen.
Elk segment heeft één paar gele poten. De achterpoten zijn doornvormig en worden gebruikt bij de verdediging. De voorste poten, ook wel de maxillipeden genoemd, vormen scherpe, krachtige klauwen en bevatten klieren met een krachtig gif. De duizendpoot is snel en lenig, ook wanneer hij ondersteboven in een grot jaagt.
Het geslacht van deze duizendpoot is moeilijk te onderscheiden, ook bij volwassen dieren. De normale levensduur bedraagt ongeveer tien jaar.

## Verspreiding en habitat
Het verspreidingsgebied van Scolopendra gigantea beslaat een deel van het noorden van Zuid-Amerika, inclusief de Caraïben. Hij is inheems in Aruba, Curaçao, Colombia, Trinidad en Venezuela, inclusief Isla Margarita.
De natuurlijke habitat bestaat uit (sub)tropische regenwouden en tropische droge wouden. Ook is Scolopendra gigantea aangetroffen op savannes, graslanden en in kreupelhout. Doordat hij snel kan uitdrogen, is de duizendpoot gebonden aan een natte omgeving. Hij komt derhalve voornamelijk voor op de grond, tussen bladafval en onder stenen.
Scolopendra gigantea is geen bedreigde soort. Hij heeft geen speciale status op de Rode Lijst van de IUCN of de lijsten van CITES.

## Levenswijze
Scolopendra gigantea is een nachtactieve carnivoor. Hij jaagt op grote ongewervelden, zoals wormen, slakken, kakkerlakken, krekels, miljoenpoten, schorpioenen en vogelspinnen. Ook jaagt de duizendpoot op gewervelde dieren, zoals kikkers tot wel 95 millimeter groot en kleine hagedissen, slangen, zangvogels en knaagdieren.
Scolopendra gigantea injecteert het gif meestal in de nek van zijn prooidier, zodat deze het snelst wordt uitgeschakeld. Vervolgens wikkelt hij zich om het dier heen tot het is gestorven. De duizendpoot jaagt voornamelijk op de grond; in de strooisellaag en onder stenen. Het is echter een behendige klimmer en jaagt soms ook in grotten. Grote exemplaren vangen hier vleermuizen, waaronder Leptonycteris curasoae, Mormoops megalophylla en de kleine kaalrugvleermuis (Pteronotus davyi). Behalve roestende vleermuizen worden ook vliegende dieren gevangen. De duizendpoot hangt hierbij vaak met slechts een aantal paar poten aan de grotwand en vangt soms vleermuizen die tweemaal zoveel wegen als hijzelf.

## Relatie met de mens

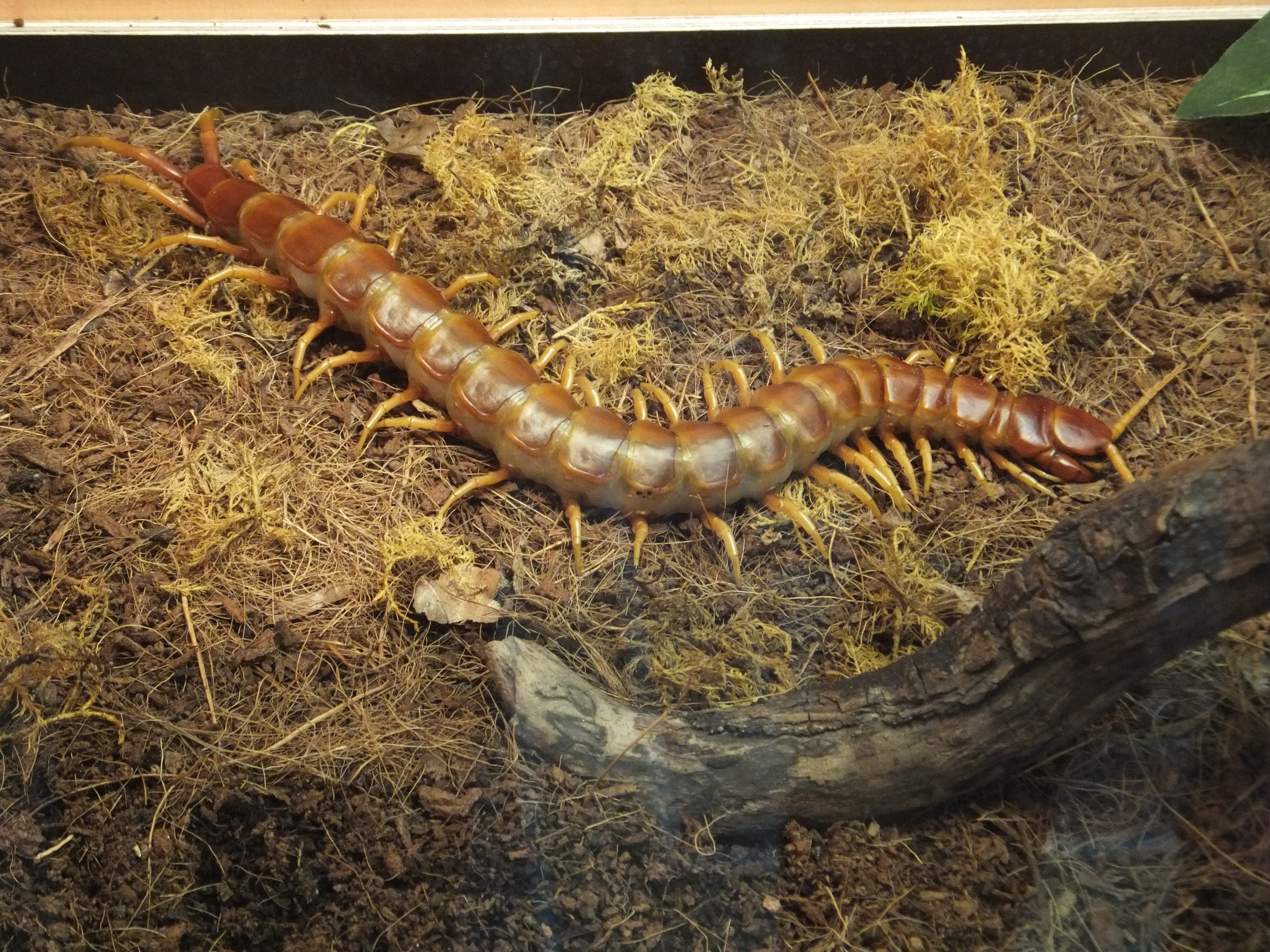
Scolopendra gigantea in gevangenschap

Scolopendra gigantea voedt zich onder andere met kakkerlakken, muizen en andere dieren die door tuiniers en boeren als plaagdieren worden beschouwd. Ook is het een populair terrariumdier.
Het gif van de agressieve duizendpoot kan fataal zijn voor de mens. Met name huilende baby's lopen een groot risico om gebeten te worden. Er is ten minste één dodelijk slachtoffer gerapporteerd. Het betrof een vierjarig kind uit Venezuela, dat in 2014 werd gebeten door een exemplaar dat in een geopend frisdrankblikje was gekropen.